# Vallières (Aube)
Vallières é uma comuna francesa na região administrativa de Grande Leste, no departamento de Aube. Estende-se por uma área de 8,34 km². Em 2010 a comuna tinha 158 habitantes (densidade: 18,9 hab./km²).